# Sechs Stücke für Violoncello mit Pianofortebegleitung
Sechs Stücke für Violoncello mit Pianofortebegleitung is een verzameling werkjes van Christian Sinding. Het maakt deel uit van de uitgebreide verzameling kamermuziek van de Noorse componist. Bijna al die werkjes worden nooit meer gespeeld.
De zes stukjes (die ook apart kunnen worden uitgevoerd zijn:
1. Praeludium in allegretto
2. Andante funebre
3. Intermezzo in allegretto
4. Impromtu in allegretto
5. Romanze in andante
6. Ritornell in allegro moderato